# آرچی هابارد
آرچی هابارد (انگلیسی: Archie Hubbard; ۷ فوریهٔ ۱۸۸۳ – ۲۴ سپتامبر ۱۹۶۷) بازیکن فوتبال اهل بریتانیا بود.
از باشگاه‌هایی که در آن بازی کرده‌است می‌توان به باشگاه فوتبال فولام، باشگاه فوتبال لینکولن سیتی، باشگاه فوتبال نوریچ سیتی، باشگاه فوتبال گریمزبی تاون، باشگاه فوتبال واتفورد، و باشگاه فوتبال لستر سیتی اشاره کرد.